# Gobernación (estación)
La estación sencilla Gobernación forma parte del sistema de transporte masivo de Bogotá, TransMilenio, inaugurado en el año 2000.

## Ubicación
Está ubicada sobre la Avenida El Dorado entre carreras 53 y 55. Se accede a ella mediante un puente peatonal ubicado sobre la Carrera 52.
Atiende la demanda de los barrios Centro Administrativo Occidental, Ciudad Salitre Nororiental y sus alrededores.
En sus cercanías están la Gobernación de Cundinamarca, el Ministerio de Defensa, los Tribunales de Bogotá y Cundinamarca, la Fiscalía General de la Nación, la Registraduría Nacional del Estado Civil, la Superintendencia de Sociedades y la embajada de los Estados Unidos entre otros entes estatales.

## Origen del nombre
La estación recibe su nombre por estar ubicada frente al edificio de la Gobernación de Cundinamarca.

## Historia
Esta estación hace parte de la Fase III de TransMilenio que empezó a construirse a finales de 2009 y, después de varias demoras relacionadas con casos de corrupción, inicia operaciones el sábado 30 de junio de 2012 junto con el Portal Eldorado - Centro Comercial Nuestro Bogotá.

## Servicios de la estación

### Servicios troncales
| Tipo                                | Rutas al Oriente | Rutas al Occidente | Rutas al Norte | Rutas al Sur |
| ----------------------------------- | ---------------- | ------------------ | -------------- | ------------ |
| Ruta fácil                          | 1                | 1                  |                |              |
| Expresos todos los días todo el día |                  | K43                |                | G43          |
| Expresos lunes a sábado todo el día |                  | K10 K23            | B23            | L10          |

### Servicios duales
| Tipo                             | Rutas al Norte | Rutas al Occidente |
| -------------------------------- | -------------- | ------------------ |
| Dual lunes a domingo todo el día | M86            | K86                |

### Esquema
| ← Occidente    |         |  |            |
| K23K43         | 1K10K86 |  | Carrera 51 |
| Vagón 2        | Vagón 1 |  | Puente     |
| ← Ciclorruta → |         |  | Puente     |
| Vagón 4        | Vagón 3 |  | Puente     |
| B23G43         | 1L10M86 |  | Carrera 51 |
| Oriente →      |         |  |            |

### Servicios urbanos
Así mismo funcionan las siguientes rutas urbanas del SITP en los costados externos a la estación, circulando por los carriles de tráfico mixto sobre la Avenida Eldorado, con posibilidad de trasbordo usando la tarjeta TuLlave:
| Código | Sector                 | Dirección            | Rutas                        |
| ------ | ---------------------- | -------------------- | ---------------------------- |
| 415A06 | K Estación Gobernación | Av. Eldorado - KR 51 | A127A319A538K206K527L149 T40 |
| 391A05 | K Estación Gobernación | Av. Eldorado - KR 54 | C127C149C153D206G538K319 T40 |

## Ubicación geográfica
| Noroeste: Teusaquillo          | Norte: D Carrera 53  | Nordeste: Teusaquillo  |
| Oeste: K CAN - British Council |                      | Este: K Quinta Paredes |
| Suroeste: Teusaquillo          | Sur: F Puente Aranda | Sureste: Teusaquillo   |